# 호랑나비과
호랑나비과는 나비목의 한 과로, 호랑나비 등이 속한다.
산이나 초원에 사는데 몸빛은 검거나 어두운 갈색이고 누런색, 붉은색, 남색 따위의 아름다운 얼룩무늬가 있다. 애벌레는 덩치가 크고 머리에 냄새를 풍기는 뿔 한 쌍이 있으며 미나리, 황벽나무, 탱자나무 같은 운향과 식물을 좋아한다. 전 세계에 850여 종이 살고 있다.

## 애벌레와 어른벌레의 생태

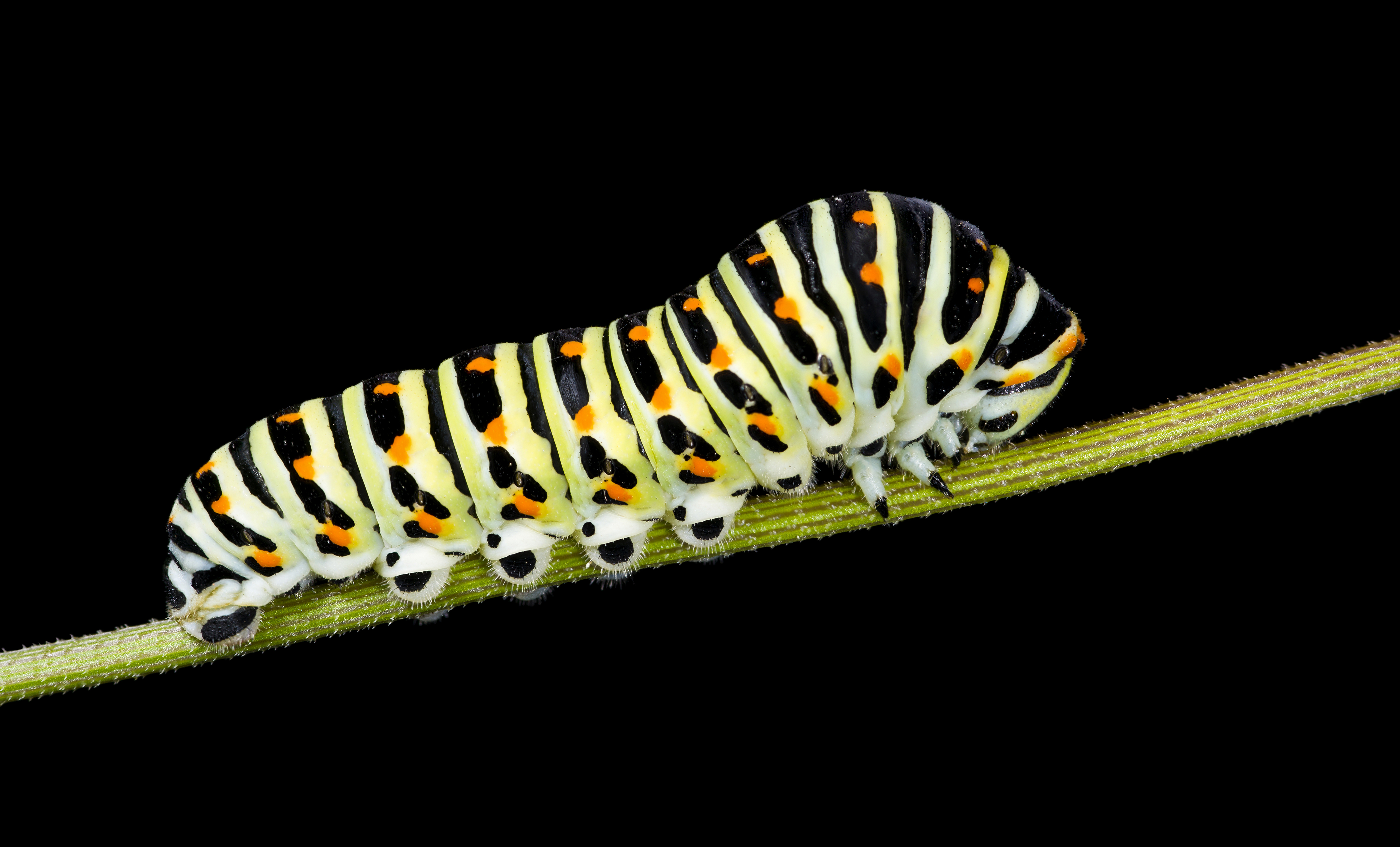
산호랑나비의 애벌레

호랑나비과의 나비들은 알-애벌레-번데기-성충의 단계를 거치는 완전변태 곤충이며 애벌레는 여러 번의 탈피를 거쳐서 성장한다. 성충의 수명은 약 2주이며 번식활동에 집중한다. 호랑나비과의 나비들은 날개가 크고 화려하며, 날개 끝에 돌기가 있는데, 이 돌기는 호랑나비과뿐만 아니라 부전나비과 등에서도 보인다. 날개를 접은 모습을 위에서 보면 어느 쪽이 머리인지 구분이 되지 않기 때문에, 곤충의 머리를 공격하는 새들의 습성을 역이용한 자기 보호 수단으로 보인다. 호랑나비의 경우 검은색 줄무늬가 있는데, 이 또한 자신의 몸을 보호하기 위한 것으로 보이며, 그늘에 몸을 숨기면 적의 눈에 쉽게 띄지 않는다. 이들은 큰 날개로 바람을 타서 나는 방법으로 비행 시 소모되는 체력을 절약한다.

## 천적
호랑나비의 천적으로는 호랑나비 애벌레에 기생하여 번식하는 기생벌(배추벌레금좀벌, 맵시벌)이 있다. 기생벌은 호랑나비 애벌레의 몸속에 알을 낳는데, 숙주가 번데기가 되면 어른벌레가 되어 번데기에 구멍을 내고 빠져나온다. 어른벌레의 천적으로는 거미, 사마귀, 개구리가 있다.

## 사육
호랑나비과의 나비는 많이 사육되는 나비 종류 중 하나이다. 운향과와 산형과 등 애벌레가 먹이로 삼는 먹이식물을 공급하면 애벌레에서 성충까지도 기를 수 있다. 애벌레를 야생에서 채집해서 기르면 이미 기생당해 번데기에서 기생벌이 나오는 일이 잦으므로, 알을 채집하거나 사육산 개체를 받아 기르는 것이 안전하다.

## 일부 종
- 바로니아아과 (Baroniinae)
  - 바로니아속 (Baronia)
    - Baronia brevicornis
- 호랑나비아과 (Papilioninae)
  - 청띠제비나비속 (Graphium)
    - 청띠제비나비 (Graphium sarpedon)

  - 사향제비나비속 (Atrophaneura)
    - 사향제비나비 (Atrophaneura alcinous)

  - 호랑나비속 (Papilio)
    - 제비나비 (Papilio bianor)
    - 무늬박이제비나비 (Papilio helenus)
    - 산제비나비 (Papilio maackii)
    - 호랑나비 (Papilio xuthus)
    - 산호랑나비 (Papilio machaon)
    - 긴꼬리제비나비 (Papilio macilentus)
    - 남방제비나비 (Papilio protenor)
    - 멤논제비나비 (Papilio memnon)
- 모시나비아과 (Parnassiinae)
  - 모시나비속 (Parnassius)
    - 왕붉은점모시나비 (Parnassius nomion)
    - 붉은점모시나비 (Parnassius bremeri)
    - 모시나비 (Parnassius stubbendorfii)
    - 황모시나비 (Parnassius eversmanni)

  - 애호랑나비속 (Luehdorfia)
    - 애호랑나비 (Luehdorfia puziloi)

  - 꼬리명주나비속 (Sericinus)
    - 꼬리명주나비 (Sericinus montela)